# Tramwaje w Grudziądzu

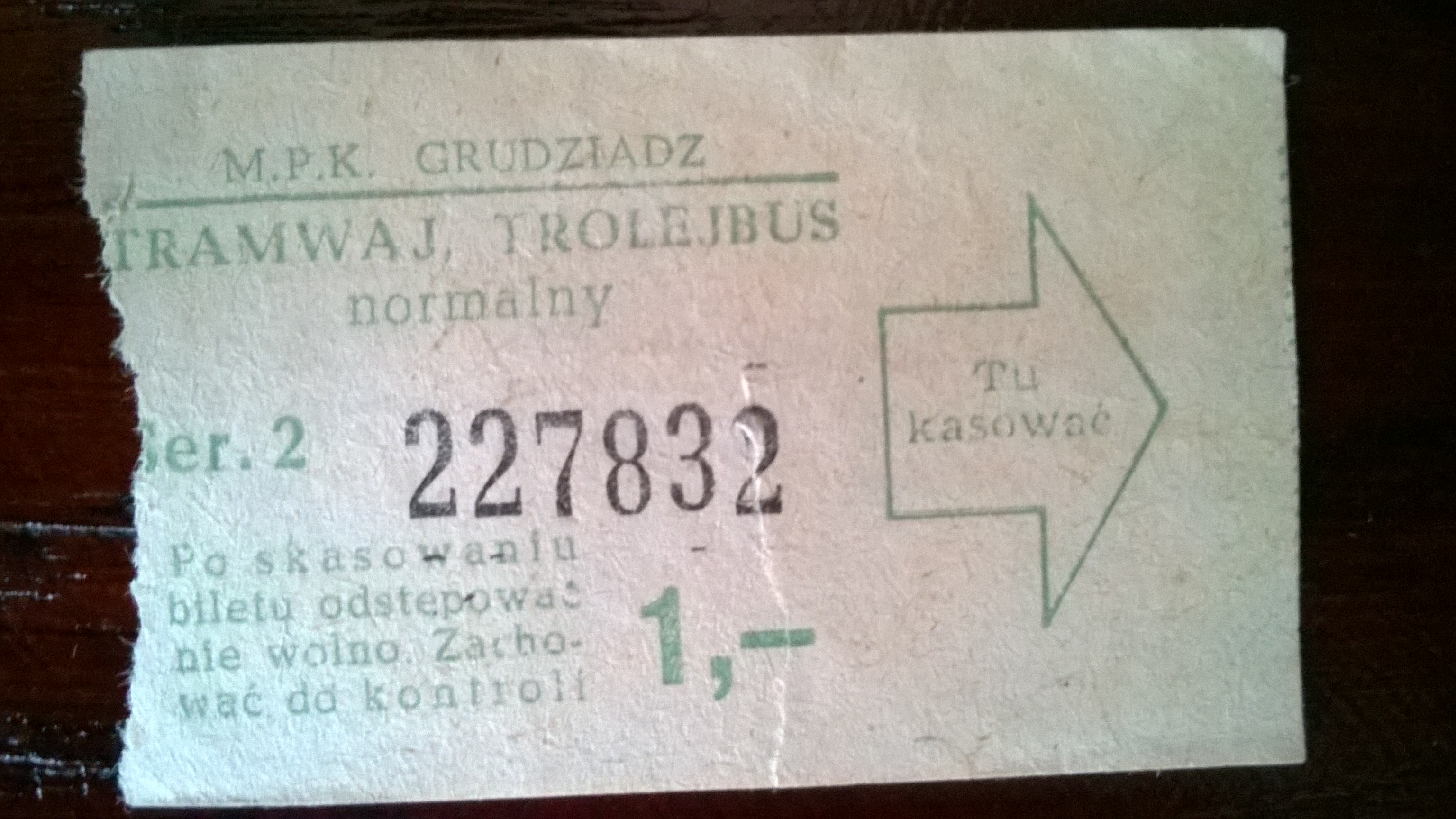
Bilet normalny tramwajowy z 1973 roku (MPK Grudziądz)

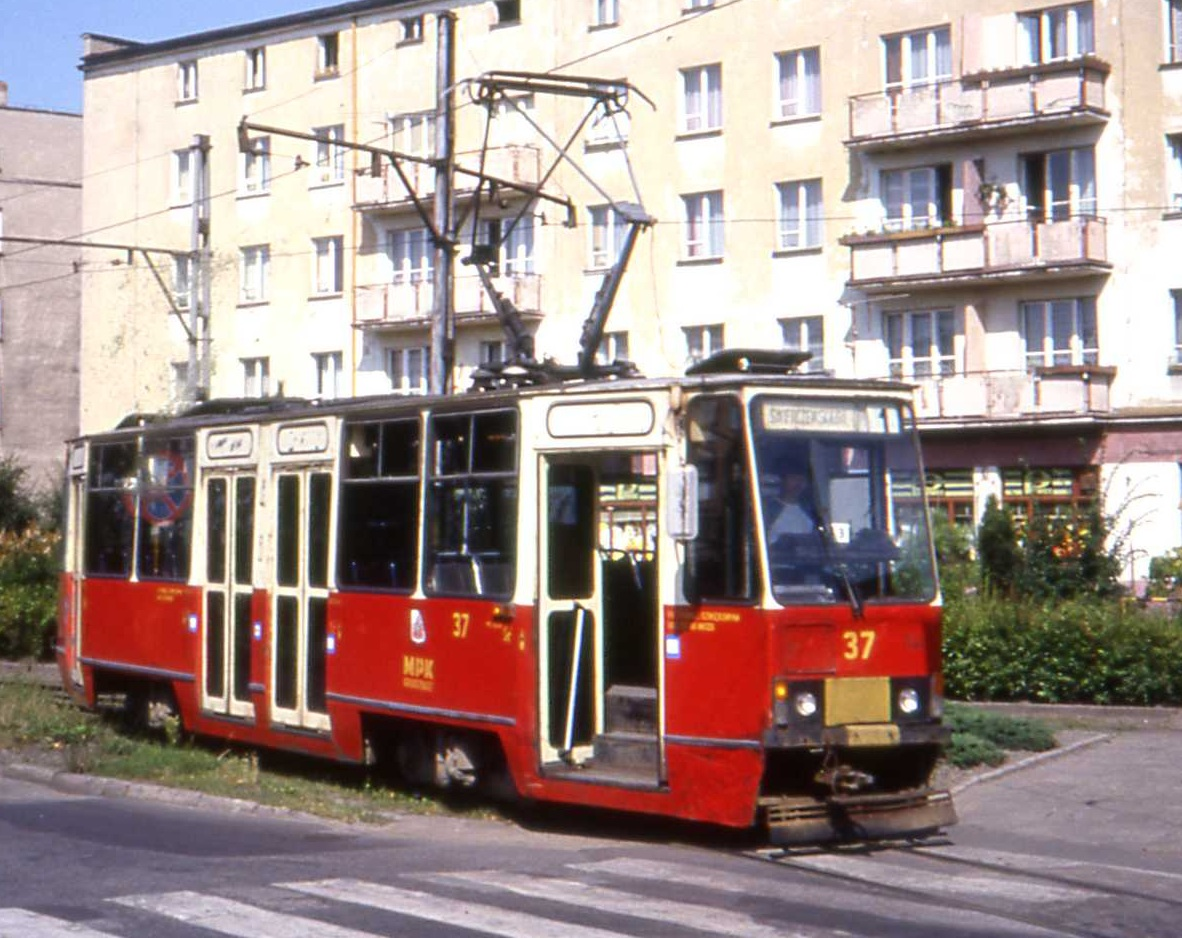
Konstal 805Na na trójkącie manewrowym (1990 rok)

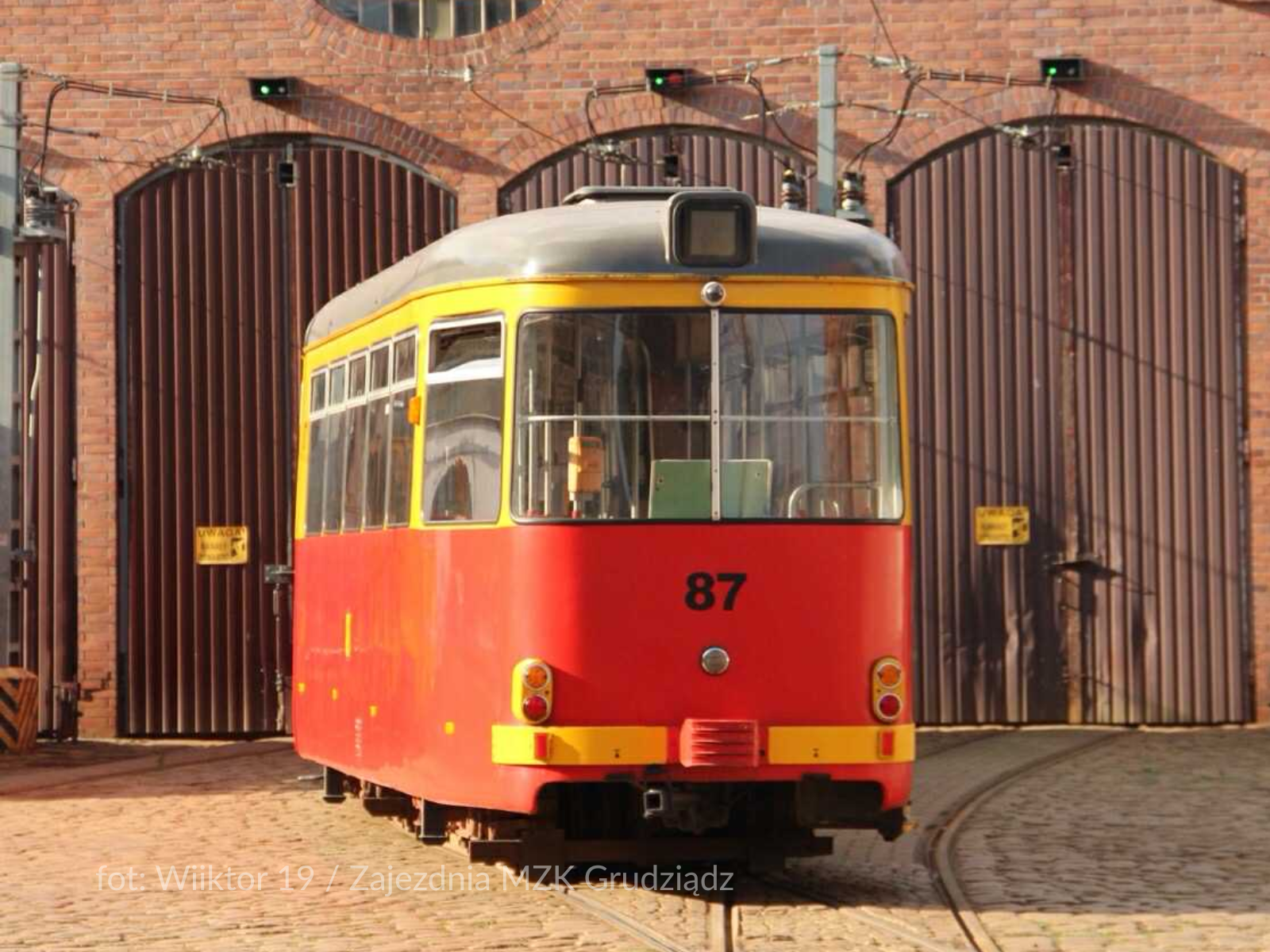
Zajezdnia tramwajowa w Grudziądzu (2024 rok)

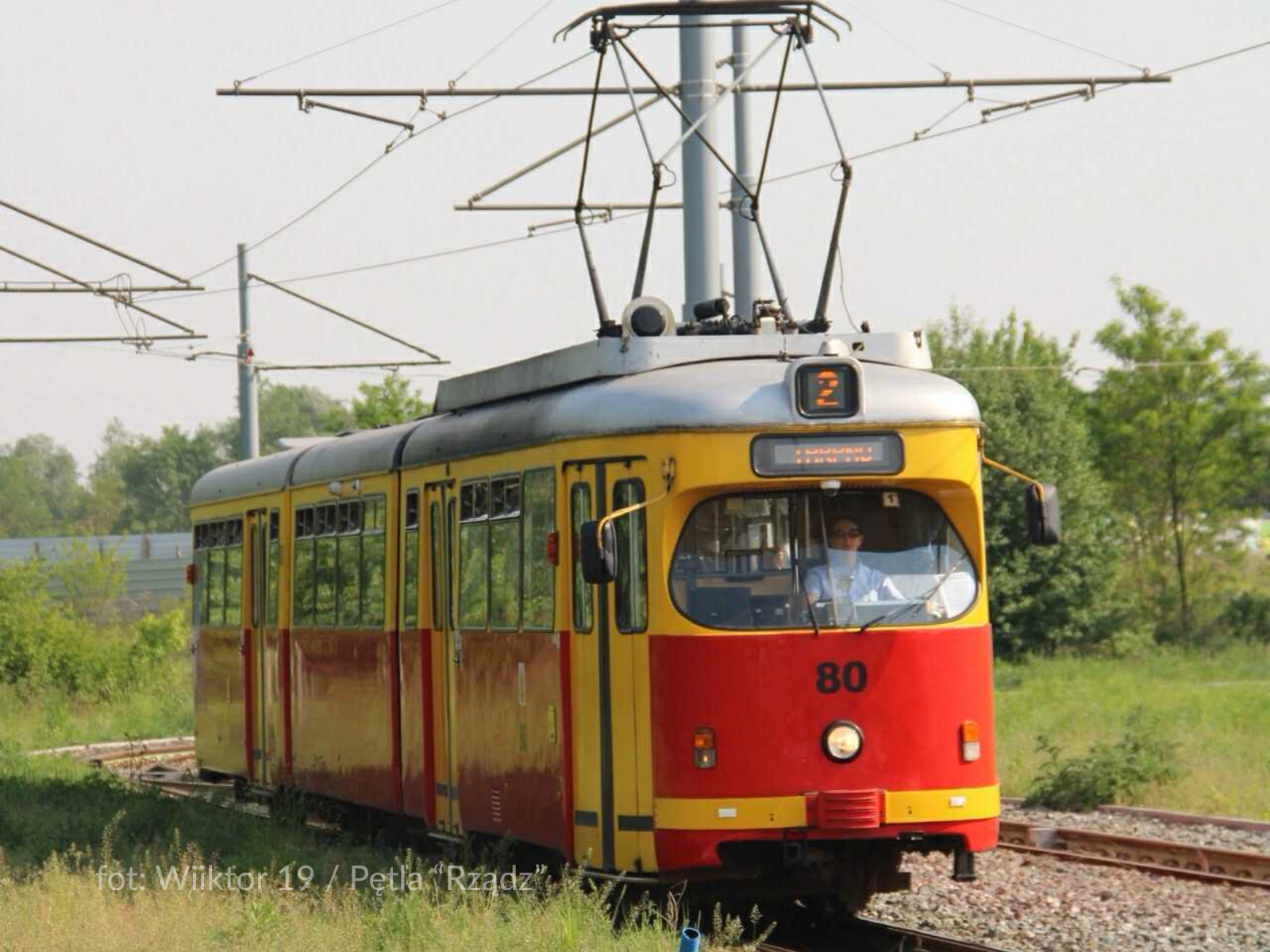
Düwag GT8 na pętli Rządz (2023 rok)

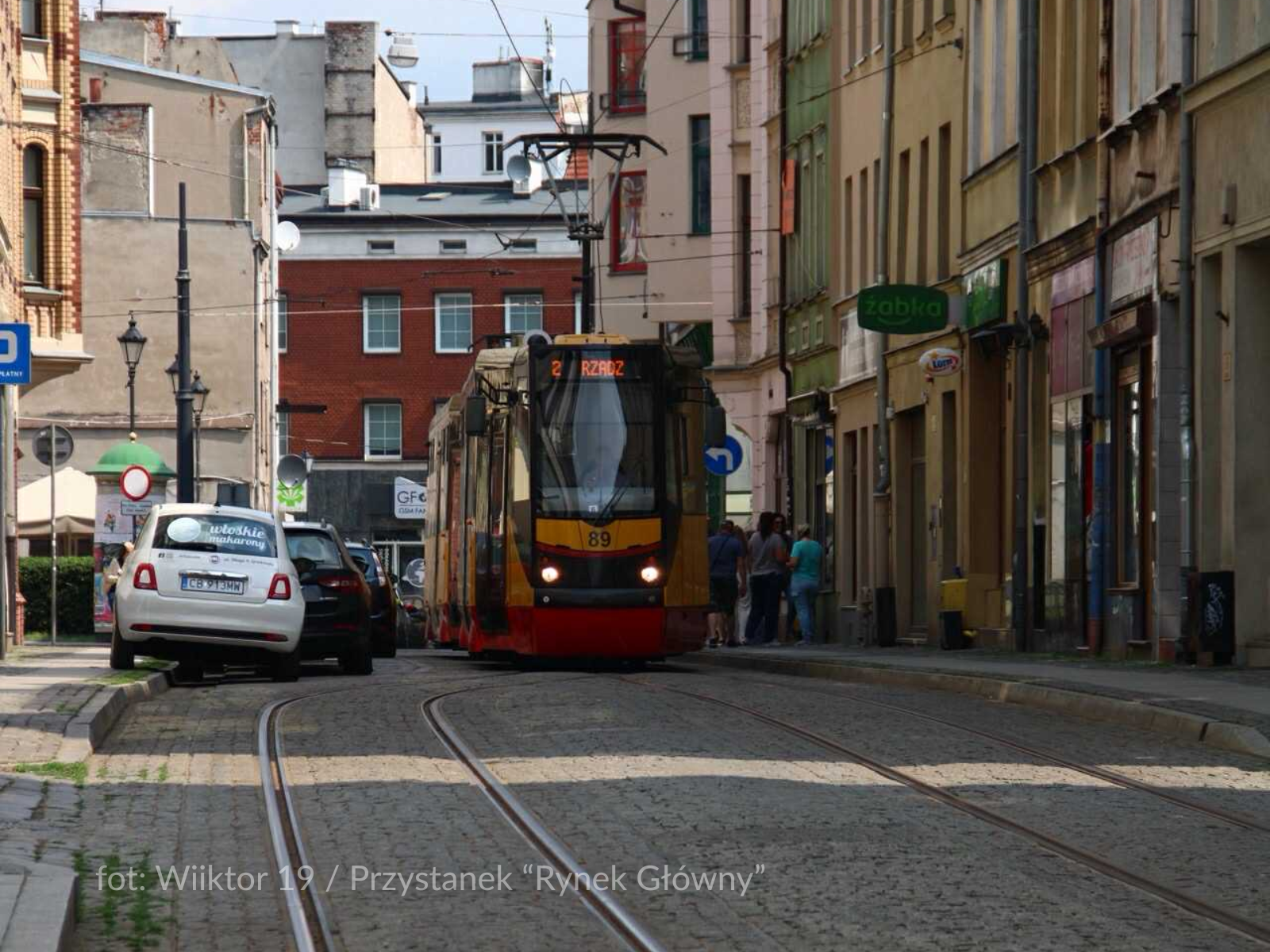
Konstal 805Na-MM na Rynku Głównym (2023)

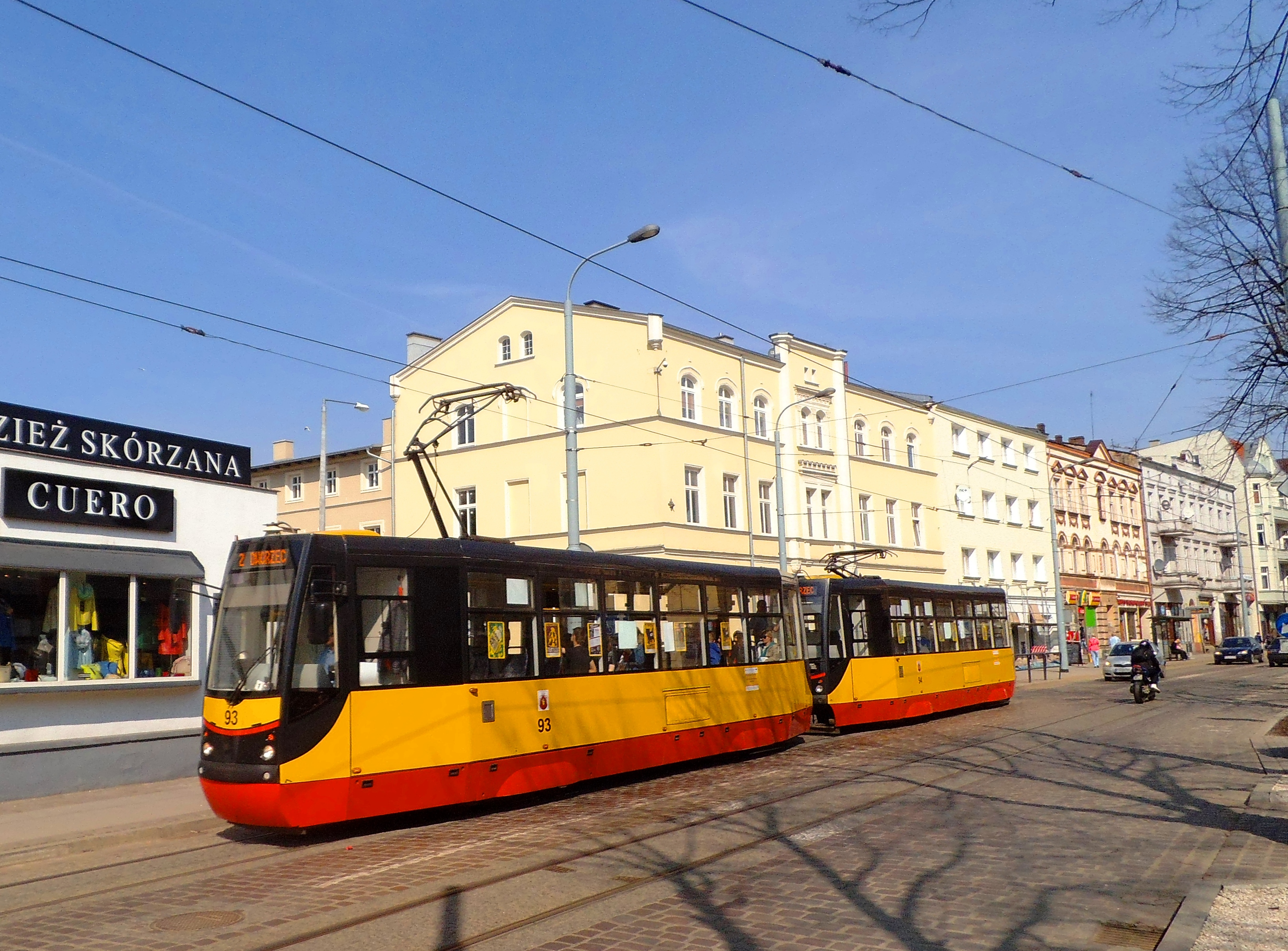
Konstal 805Na-MM na ul. Wybickiego (2017 rok)

Tramwaje w Grudziądzu – system komunikacji tramwajowej działający w Grudziądzu.
Tramwaje zostały uruchomione w 1896 roku, początkowo jako konne, a następnie elektryczne. Grudziądz jest najmniejszym miastem w Polsce, posiadającym samodzielną sieć tramwajową, niebędącą częścią systemu tramwajowego większego miasta i jedną z pięciu sieci tramwajowych o rozstawie szyn 1000 mm funkcjonujących w Polsce. Tramwaje poruszają po sieci składającej się z torowisk o długości 9 km. Łączna długość toru pojedynczego wynosi 18 km.

## Historia

### Tramwaje konne (1896)
Bezpośrednim impulsem uruchomienia pierwszej sieci tramwajowej w Grudziądzu była mająca się odbyć doroczna (od 1885 r.) West-preussische Gewerbe-Ausstellung (Wystawa Rzemiosła Prus Zachodnich). Ze wstępnego rozeznania wynikało, że planowana na początek lipca 1896 r. kolejna wystawa może liczyć na duże zainteresowanie, któremu nie podołają komunikacyjnie funkcjonujące w mieście dorożki, by dowieźć zwiedzających z dworca kolejowego do terenów wystawowych (odległość ok. 3 km).
W związku z tym 22 stycznia 1896 odbyło się w hotelu „Pod Złotym Lwem” (przy Oberetornerstr.; ob. al. 23 stycznia) spotkanie grupy grudziądzkich przedsiębiorców podczas którego powstał Komitet Budowy Linii Tramwajowej, o czym poinformował miejscowy dziennik Der Gesellige (nr 18 z 1896 r.).
9 marca 1896 dwie miejscowe firmy: «Carl Behn & Co» oraz «Anker & Kampmann» utworzyły spółkę «Straßenbahn Graudenz, Carl Behn & Co.», z którą 27 marca władze miasta podpisały umowę na budowę i eksploatację linii tramwaju konnego o długości 3,05 km i szerokości toru 1000 mm, na trasie (według aktualnych (2015) nazw ulic): Dworcowa – Focha – al. 23 Stycznia – Klasztorna – Szkolna – Szewska – Rynek – Długa – Starorynkowa – Stara – Wybickiego – Legionów – ogród „Tivoli”, gdzie odbywała się wystawa. Linia miała być obsługiwana 6 konnymi wozami tramwajowymi. Uroczystość uruchomienia linii miała miejsce 13 czerwca 1896, na dzień przed otwarciem wystawy.

### Tramwaje elektryczne (1897–1919)
W 1897 spółkę tramwajów grudziądzkich kupiła, będąca właścicielem elektrowni, firma «Nordische Elektrizitäts-Gesellschaft in Danzig», celem której była elektryfikacja tramwaju konnego. Powstała nowa spółka «Nordische Elektrizitäts-Gesellschaft in Danzig» oraz przystąpiono do prac, które rozpoczęto od przebudowy elektrowni. Jednocześnie przedłużono pierwotną trasę tramwaju konnego o 0,7 km w ul. Legionów do Tarpna. Do dziś linia ta stanowi trasę „jedynki”, która z racji przebiegu przez stare miasto, w większości jednotorowymi odcinkami pomiędzy mijankami, uważana jest za jedną z najbardziej malowniczych. Urzędowe otwarcie linii tramwaju elektrycznego miało miejsce w dniu 12 maja 1899, w rzeczywistości tramwaje elektryczne pojawiły się na trasie dzień wcześniej. Trasa była obsługiwana 6 wagonami silnikowymi, natomiast wozy tramwaju konnego przebudowano na wagony doczepne. W 1900 władze miejskie odkupiły elektrownię i linię tramwajową. Utworzono spółkę «Städtische Elektrizitätswerk und Straßenbahn Graudenz», a na wszystkich wagonach tramwajowych umieszczono napisy „Strassenbahn Stadt Graudenz”. W 1911 wybudowano i uruchomiono drugą linię tramwajową o długości 1,6 km. Jej trasa biegła od Rynku Zbożowego (obecna al. 23 Stycznia) ulicami Toruńską i Chełmińską do skrzyżowania z ulicą Bydgoską. Dwa lata później przedłużono ją o 0,5 km do skrzyżowania z ul. Wiejską. Wybuch I wojny światowej spowodował tygodniowe ograniczenia w kursowaniu linii nr 1 oraz linii nr 2 (zawieszono jej kursowanie), jak również przystosowanie dwóch wagonów do przewozu rannych oraz dwóch lor do transportu sprzętu wojskowego.

### II Rzeczpospolita (1920–1939)
23 stycznia 1920 Grudziądz na mocy traktatu wersalskiego został oficjalnie przejęty przez polską administrację. Dotyczyło to także tramwajów, nowe przedsiębiorstwo nosiło nazwę «Miejskie Tramwaje, Elektrownia i Wodociągi». W pierwszych latach po wojnie zakład tramwajowy nie posiadał samodzielności finansowej i prawnej, dopiero w 1925 otrzymał samodzielność, pozostając w strukturze «Miejskich Zakładów». W 1929 przedłużono o 0,35 km torowisko w ul. Chełmińskiej do nowo otwartej strzelnicy. Na rok przed wybuchem II wojny światowej, linia ta została przedłużona o 2,2 km do ul. Południowej, osiągając długość 4,65 km, natomiast długość obu linii wynosiła 8,4 km. Dzięki tej rozbudowie Grudziądz uzyskał połączenie z popularnym kąpieliskiem nad jeziorem Rudnickim Wielkim (odcinek od strzelnicy do kąpieliska był używany tylko w sezonie letnim).

### II wojna światowa 1939–1945
Okres II wojny światowej tramwaje eksploatowane przez firmę «Verkehrsbetrieb» przetrwały bez większych zmian. 23 stycznia 1945, w związku ze zbliżającym się frontem, przerwano kursowanie tramwajów.

### PRL (1945–1989)
W czasie oblężenia i walk miasto zostało poważnie zniszczone. Ucierpiały również tramwaje: nie było prądu, sieć trakcyjna została zerwana, torowiska zagruzowane, a tabor uszkodzony. Po wykonaniu niezbędnych prac (naprawy taboru i trakcji, odgruzowanie torowiska) 20 listopada 1945 przywrócono kursowanie „jedynki”, a 3 miesiące później – 16 lutego 1946 przywrócono ruch na linii nr 2. Wówczas zakład tramwajowy wchodził w skład «Zakładów Miejskich», natomiast od 1951 w skład «Miejskiego Przedsiębiorstwa Gospodarki Komunalnej». W 1954 utworzono «Miejskie Przedsiębiorstwo Komunikacyjne w Grudziądzu» eksploatujące tramwaje i autobusy. W tym czasie cały tabor przemalowano na zunifikowane w całej Polsce barwy kremowo-czerwone oraz umieszczono napis „MPK Grudziądz” wraz z herbem miasta. 21 lipca 1978 ukończono budowę w czynie społecznym jednotorowego traktu do Mniszka. Nowy odcinek miał długość 1,9 km, a przy budowie pomagali społecznie m.in. pracownicy «Pomorskiej Odlewni i Emalierni» z zakładu nr 2 w Mniszku oraz «Fabryki Maszyn Rolniczych „Unia”». Po roku eksploatacji, odcinek wyłączono z ruchu. Powodem było to, iż tor położony był bezpośrednio na nieutwardzonym gruncie, co powodowało wykolejenia pojazdów. Jesienią 1980 do Grudziądza zaczęły trafiać nowe wagony typu 805Na, dlatego od 1979 zaczęto m.in. przebudowę jednotorowych odcinków w centrum miasta na dwutorowe. W związku z wprowadzeniem do eksploatacji nowego taboru wybudowano pętlę przy ul. Południowej i na Tarpnie, trójkąt manewrowy na skrzyżowaniu ulic Dworcowej z Królewską oraz tory odstawcze za zajezdnią. Ostatnie modernizacje torowiska nastąpiły w 1993. Z nocy 8 na 9 grudnia 1988 roku, swój ostatni kurs zakończyły nocne linie tramwajowe 1N i 2N. Następnej nocy na trasę ruszyły autobusy po nieco zmienionych trasach.

### Od 1990
Najtragiczniejszym zdarzeniem w ponad stuletniej historii grudziądzkich tramwajów był pożar zajezdni do którego doszło 5 września 1993, około godziny 5 nad ranem. Jego powodem najprawdopodobniej było zwarcie instalacji elektrycznej. W wyniku pożaru spaleniu uległo 11 wozów, czyli ponad ⅓ posiadanego taboru oraz wagon techniczny. Tramwaje na kilkanaście dni zniknęły z ulic miasta. Jeszcze w 1993 podjęto decyzję o odbudowie obiektu i zakupie nowego taboru. Pozwoliło to na zupełną odnowę infrastruktury zajezdni. Ponadto miasto wzbogaciło się o 6 nowych wagonów 805Nb, które rok wcześniej jeździły w Warszawie jako 105Nb, lecz z powodu ich dużej awaryjności zostały zwrócone do producenta. Uroczyste otwarcie odbudowanej zajezdni nastąpiło 4 sierpnia 1994. Do 1996 grudziądzka sieć tramwajowa nie była rozwijana, nie licząc budowy w 1951 torowiska na ul. Włodka, rozebranego pod koniec lat sześćdziesiątych oraz budowy w 1978 przedłużenia linii nr 2 od ul. Południowej do Mniszka (kursowanie tramwajów na tym odcinku zawieszono już po roku). Wszelkie prace ograniczano do niezbędnych remontów oraz modernizacji. Dopiero 7 grudnia 1996 oddano do eksploatacji jednotorowe przedłużenie o długości 1,8 km od pętli „Południowa” do nowo wybudowanej pętli na osiedlu Rządz. Około 22 sierpnia 1997 przekazano drugi tor na tym odcinku. 1 grudnia 2005 zawieszono kursowanie linii nr 1, tłumacząc to względami finansowymi. Po półrocznej przerwie, 1 czerwca 2006 „jedynka” powróciła na ulice Grudziądza. W kwietniu 2011 z rozkładu jedynki zniknęły wszystkie kursy w weekendy, natomiast od 13 sierpnia 2011 linia nr 1 została zawieszona całkowicie będąc uruchamiana tylko w przypadkach kiedy niemożliwy jest przejazd w stronę Rządza. Grudziądzką sieć tramwajową dotknęła najpoważniejsza awaria od czasu pożaru z roku 1993. 26 lipca 2011 roku awarii uległy urządzenia znajdujące się w podstacji trakcyjnej na ulicy Południowej. Nieznani sprawcy uszkodzili izolację dachu budynku, zaś obfite opady deszczu, które nawiedziły Grudziądz, wdarły się do środka pomieszczenia, powodując potężne zwarcie urządzeń elektrycznych. Wskutek tej awarii przez 5 dni linia nr 2 nie kursowała, uruchomiono komunikację zastępczą na trasie Rządz – al. 23 Stycznia, oraz zwiększono kursowanie linii nr 1 na trasie Tarpno – Dworzec PKP.

## Modernizacje sieci tramwajowej

### Pierwsza modernizacja (2009–2015)

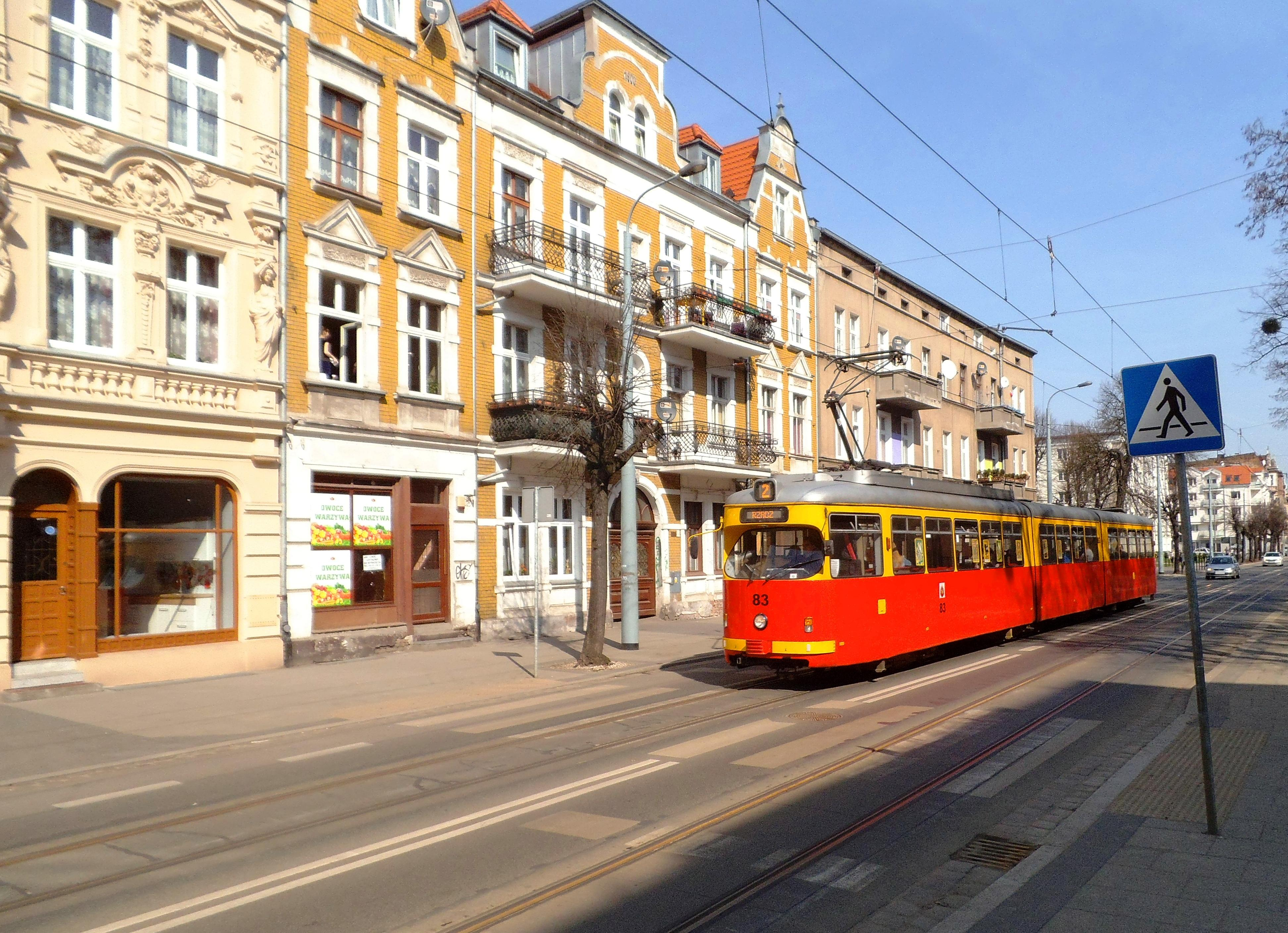
Torowisko na ul. Legionów po modernizacji (2017 rok)

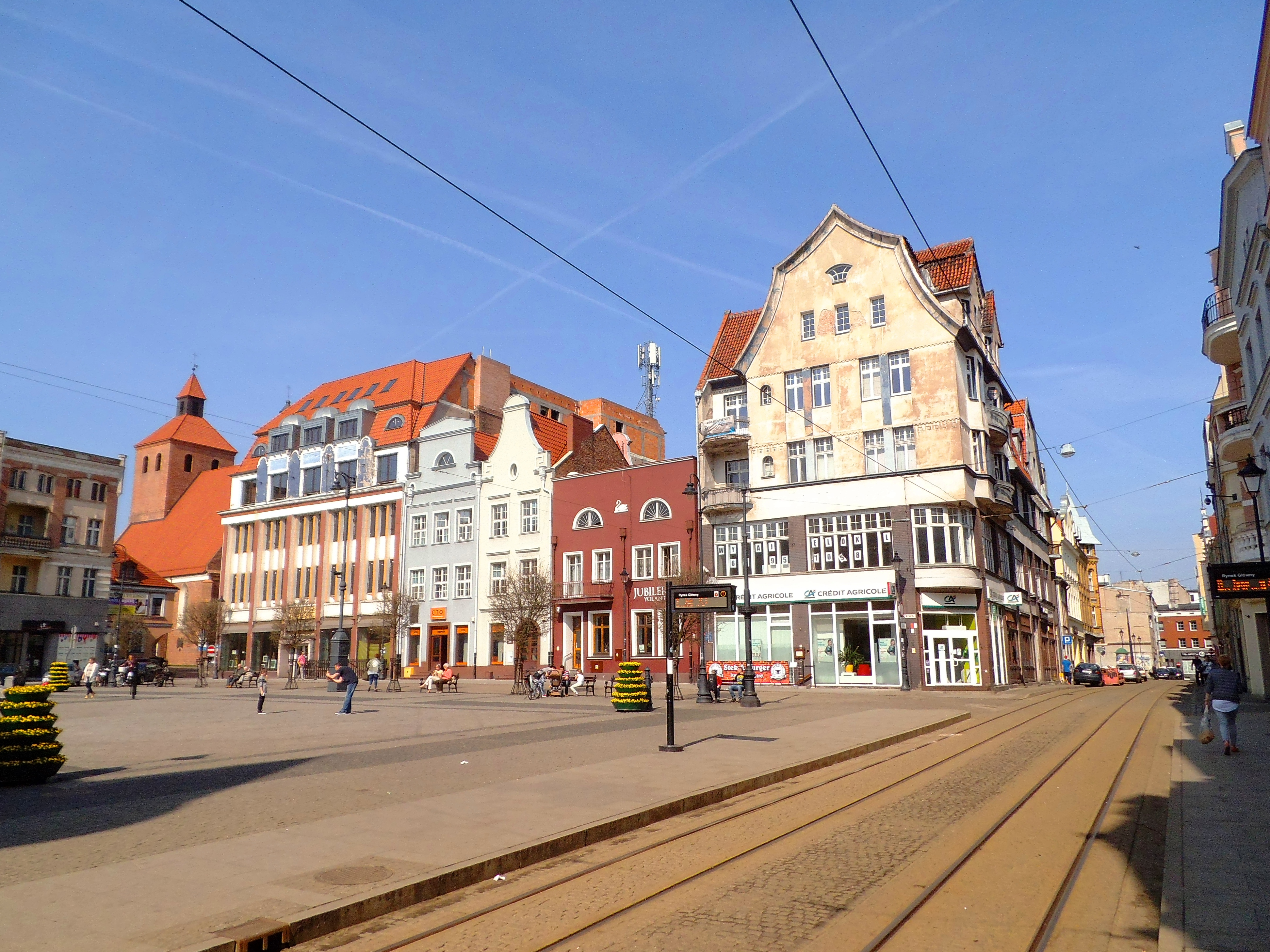
Torowisko na Rynku Głównym po modernizacji (2017 rok)

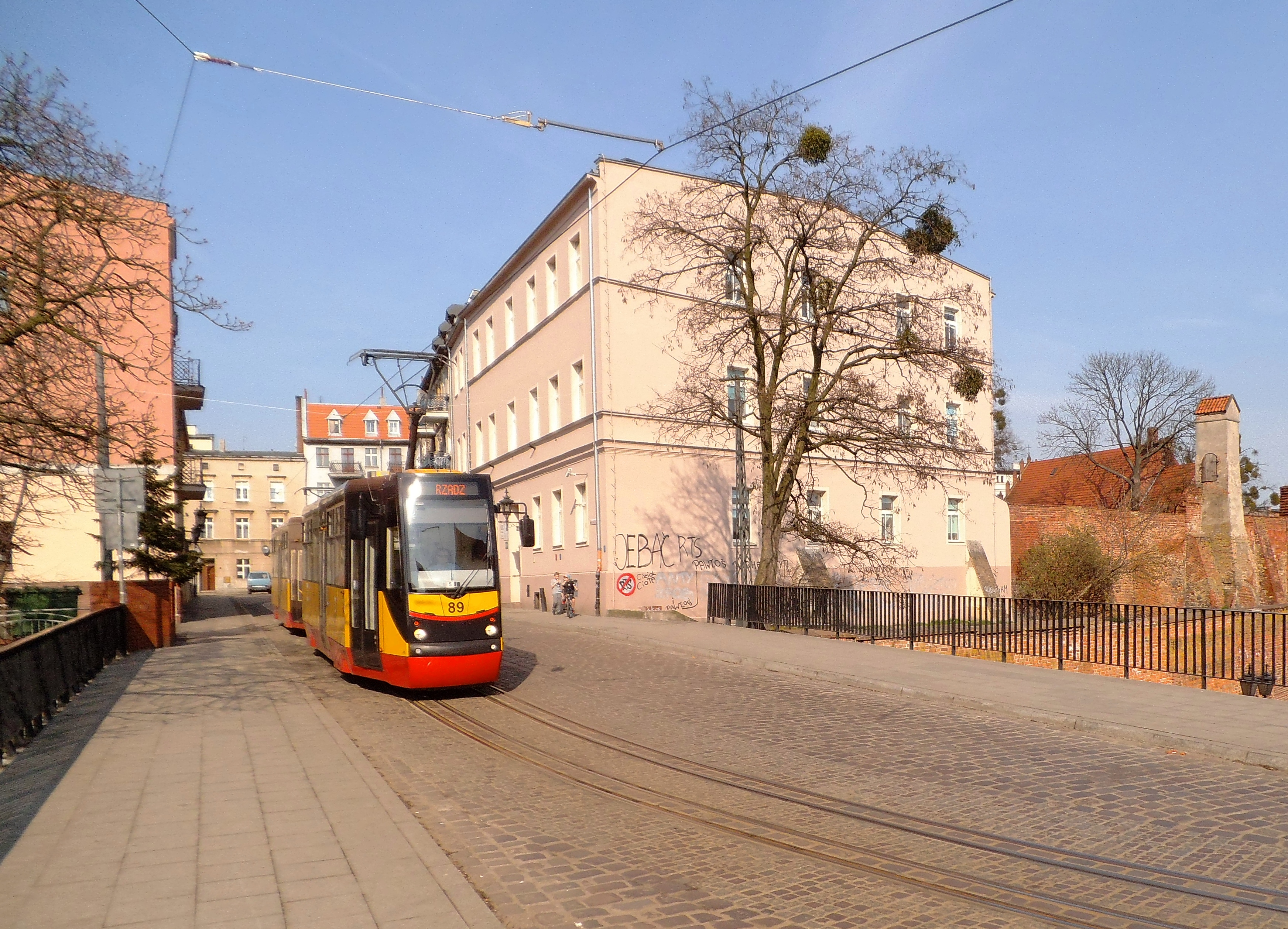
Torowisko na ul. Klasztornej po modernizacji (2017 rok)

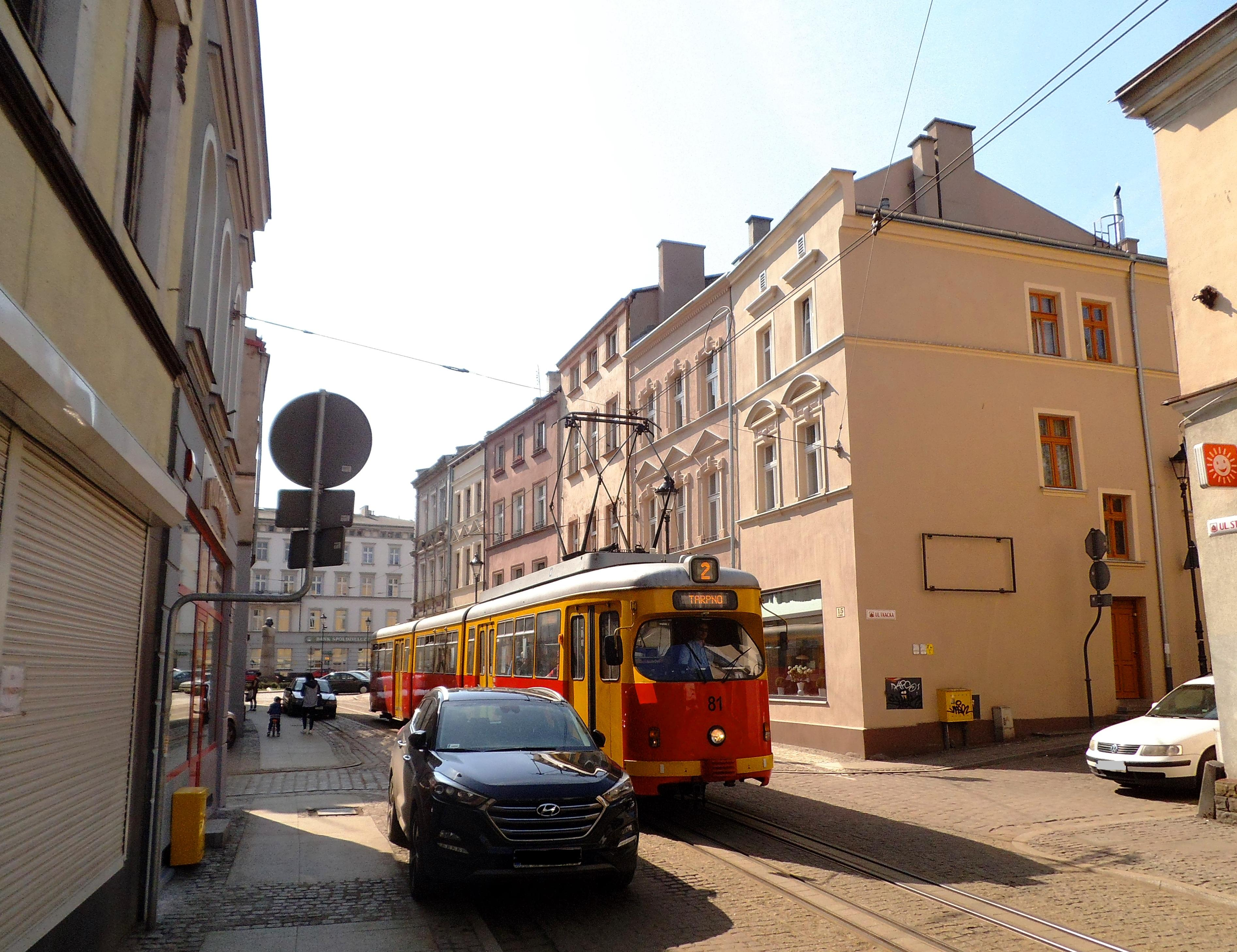
Torowisko na ul. Starej po modernizacji (2017 rok)

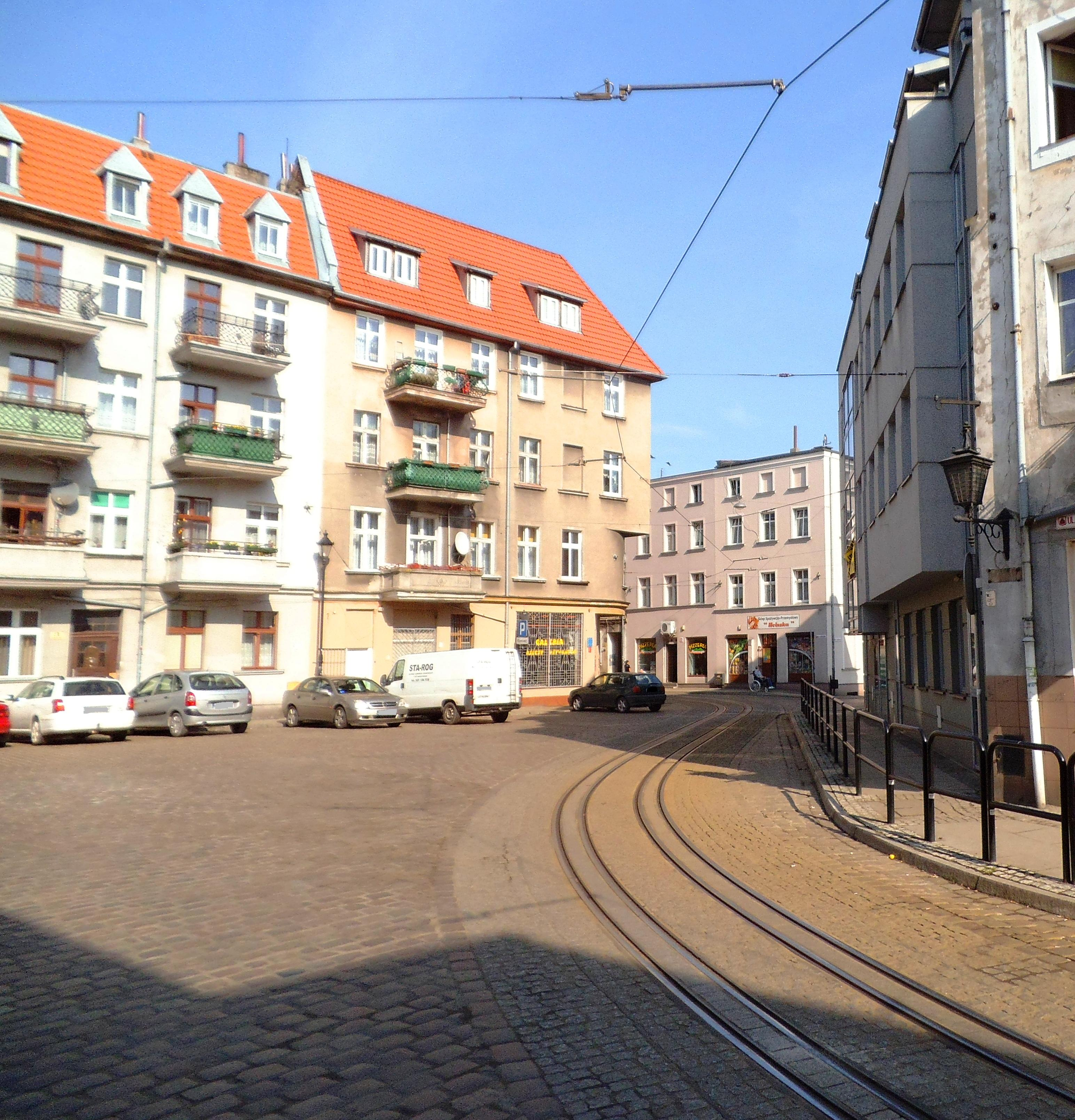
Torowisko na ul. Szkolnej po modernizacji (2017 rok)

Od początku istnienia sieci tramwajowej w Grudziądzu nie było takiej inwestycji, której celem było przebudowanie ⅓ torowiska wraz z całą infrastrukturą w ciągu kilku lat. Modernizacja sieci tramwajowej w 50% zostanie zrefundowana ze środków unijnych i jest obok Trasy Średnicowej jedną z największych inwestycji miasta oraz pierwszą ingerencją w układ torowiska od 1997 roku kiedy dobudowano drugą nitkę toru do przedłużonego torowiska na Rządzu (oddanego w 1996).
Wszystko rozpoczęło się na początku roku 2009 ogłoszeniem przetargu na „Opracowanie kompleksowej dokumentacji projektowej na modernizację sieci tramwajowej w Grudziądzu”. Oferty otwarto 17 kwietnia, a w przetargu stanęły dwa konsorcja. Ten przetarg wygrało konsorcjum firm «Vialis Polska Sp. z o.o.», «Vialis Public Transport B.V.», «CTD» – «Civil Transport Designers» oraz «STATOR Piotr Wesołowski».
Pierwszą częścią modernizacji sieci tramwajowej była modernizacja taboru, która miała za zadanie zmodernizować sześć wagonów 805Na (4 jako wagony sterujące z kabiną motorniczego oraz 2 jako doczepy czynne). Przetarg ogłoszono pod koniec 2009 roku, zaś otwarcie ofert na 19 lutego 2010. W przetargu stanęło 5 oferentów: «H. Cegielski – Fabryka Pojazdów Szynowych» z Poznania, «MODERTRANS Poznań», «MPK Łódź», «Remonty i Modernizacja Tramwajów Protram Wrocław Sp. z o.o.» oraz konsorcjum «ZNTK Mińsk Mazowiecki» i «Bydgoska PESA», które wygrało ten przetarg za cenę prawie 6,5 mln zł.
Druga część modernizacji to prace torowe oraz budowlane. Pierwszy przetarg rozpoczęty w lipcu 2011 został unieważniony z powodu przekroczenia ceny ustalonej w przetargu o ponad 10 mln zł. Po przeanalizowaniu przez urzędników warunków przetargu zrezygnowano lub okrojono pewne aspekty modernizacji sieci takich jak modernizacja pętli na Rządzu czy budowa Centrum Nadzoru Ruchu na placu Stycznia, z tego powodu całe przedsięwzięcie opóźniło się prawie o rok. Drugi przetarg został ogłoszony w maju 2012 i tak samo jak w pierwszym przetargu zmieniano termin otwarcia kopert. Ostatecznie 29 października 2012 roku wyłoniono wykonawcę: Konsorcjum firm «PBDiM Świecie» oraz «TOR-KAR-SSON» (jako dwie firmy) z Warszawy i z Elbląga za cenę 55 mln zł, która i tak przekraczała dozwoloną kwotę o prawie 5 mln zł. Jednakże tym razem przetarg nie został unieważniony, gdyż Urząd Miasta wraz z radnymi podjął decyzję o dołożeniu brakującej kwoty pod tę inwestycję. 20 listopada Krajowa Izba Odwoławcza jednak unieważniła wybór wykonawcy, lecz 28 listopada po uzupełnieniu odpowiednich dokumentów konsorcjum zostało ponownie wybrane jako wykonawca.
Prace torowe podzielone zostały na dwa etapy, modernizację na odcinku od al. 23 stycznia do Rządza (a dokładniej odcinek torowiska na ul. Chełmińskiej wraz z pętlą Południowa) oraz od al. 23 stycznia do Tarpna tak aby zachować ciągłość komunikacji tramwajowej chociaż na jednej linii.

#### Etap I
Modernizacja odcinka na ulicy Chełmińskiej w głównej mierze polegała na zniwelowaniu jednotoru od ul. Kraszewskiego do pętli Południowa. W ramach tego etapu w miejscu jednotorowego odcinka pojawiły się dwa tory wraz z przebudową samej pętli z nową siecią trakcyjną, nowymi peronami na przystankach, przebudową wjazdów do przylegających po drugiej stronie torowiska firm oraz przebudowie istniejącej ścieżki pieszo-rowerowej. Prace na tym etapie rozpoczęły się w marcu 2013, a zakończyły się na przełomie września i października 2013. W tym czasie linia tramwajowa nr 2 była zawieszona, w ramach Komunikacji Zastępczej uruchomiono linię tramwajową nr 1 na trasie Dworzec PKP – Tarpno, zaś na trasie al. 23 stycznia – Rządz autobusową komunikację zastępczą AT2.

#### Etap II
Ten etap rozpoczął się 2 tygodnie przed oddaniem do użytku I etapu co spowodowało całkowite unieruchomienie tramwajów w Grudziądzu. Pierwotny termin zakończenia tego etapu zaplanowany był na koniec grudnia 2014 roku, lecz ostatecznie cała inwestycja zakończyła się na przełomie czerwca i lipca 2015. Modernizacji podlegał cały odcinek od al. 23 stycznia do pętli w Tarpnie, którego celem było tak jak w przypadku I etapu wyeliminowanie odcinków jednotorowych na rzecz torowiska dwutorowego, zaś na Starym Mieście – w ciągu ul. Klasztornej, ul. Szewskiej, placu Miłośników Astronomii oraz ul. Starej – w związku z bardzo małą ilością miejsca został wykonany splot torowiska, który ma na celu zredukować szybkość zużywania się szyn w porównaniu z odcinkiem jednotorowym. Również na Starym Mieście zostały użyte gumowe podkłady w celu zredukowania wstrząsów oraz hałasu, które powodują tramwaje w tamtym rejonie. Z ul. Legionów oraz ul. Wybickiego do skrzyżowania z ul. Sikorskiego zniknął bruk na rzecz asfaltu, co pozwoliło na wygospodarowanie miejsca dla ścieżki rowerowej na jezdni w obu kierunkach. Przebudowie uległa również cała architektura wokół modernizowanych ulic, czyli perony, słupy trakcyjne, oświetlenie, chodniki czy instalacje podziemne. Ten etap modernizacji był jednym z najtrudniejszych wyzwań logistycznych, gdyż zamknięcie całego odcinka dla ruchu kołowego wzdłuż ulic Legionów, Wybickiego i Starego Miasta wiązałoby się z całkowitym paraliżem tej części miasta, dlatego ten etap podzielono dodatkowo na podetapy, których celem było zamykanie tylko pewnych odcinków ulic.
W pierwszej kolejności zamknięto ul. Legionów na odcinku od Polikliniki do pętli w Tarpnie oraz al. 23 stycznia na odcinku od skrzyżowania ulic Sienkiewicza, Toruńskiej w stronę Wisły, ulicę Klasztorną; nieprzejezdne było skrzyżowanie al. 23 stycznia z ulicą Groblową oraz całkowicie wyłączona z ruchu została ulica Stara. W związku z tym uruchomiono komunikację zastępczą w postaci linii autobusowej AT2 na trasie Poniatowskiego – al. 23 Stycznia (która z powodu nierentowności została zawieszona 1 grudnia) wraz z uruchomieniem linii tramwajowej nr 3 na trasie Dworzec PKP – Rządz po zmodernizowanym odcinku na ulicy Chełmińskiej. W związku z zamknięciem części ul. Legionów objazdy poprowadzone zostały ul. Armii Krajowej z wjazdem od ul. Piłsudskiego oraz ul. Bema z wjazdem od ul. Legionów. W kwietniu 2014 gdy zamknięto kolejny odcinek ul. Legionów od ul. Bema do ul. Pułaskiego, komunikacja miejska całkowicie zniknęła z ulicy Legionów i Wybickiego do samego końca trwania modernizacji. Wszystkie linie autobusowe poprowadzono ulicą Piłsudskiego, zaś linia nr 13, której trasa przebiegała ul. Forteczną i ul. Jagiełły w stronę 18 Pułku Ułanów Pomorskich została poprowadzona objazdem przez ul. Piłsudskiego, ul. Poniatowskiego, Nową Wieś do tymczasowej pętli przy ul. Saperów przy jednostce wojskowej, aby umożliwić dojazd do Szkoły Podstawowej nr 9 oraz Cytadeli.
Pierwotnie modernizacja sieci tramwajowej miała zakończyć się pod koniec grudnia, jednak pomimo zamykania kolejnych części ulic Legionów, Wybickiego czy Starego Miasta, prac nie udało się zakończyć do końca roku. W momencie pierwotnego terminu zakończenia modernizacji całkowicie niegotowa była ul. Wybickiego na odcinku od ul Solnej do ul. Sikorskiego oraz na ul. Legionów na odcinku od ul. Kilińskiego do ul. 6 marca, a na ponad połowie pozostałej modernizowanej trasy gotowe było tylko samo torowisko, bez możliwości normalnego ruchu. Termin zakończenia został przesunięty na koniec czerwca 2015 roku – oficjalnie z powodu problemów z infrastrukturą podziemną, która w tym rejonie miasta była słabo zinwentaryzowana. Terminu ostatecznie udało się dotrzymać. Pierwszy techniczny przejazd tramwaju, jeszcze po nieukończonym odcinku, odbył się 22 czerwca w godzinach wieczornych. 1 sierpnia 2015 ruch komunikacyjny po zmodernizowanym odcinku został wznowiony, tym samym definitywnie kończąc projekt modernizacji sieci tramwajowej w Grudziądzu.

### Druga modernizacja (2020–2023)
W listopadzie 2019 rozpisany został przetarg na modernizację około 7 km toru pojedynczego w ciągu ulic Toruńskiej (I etap), Konstytucji 3 Maja, Południowej i Chełmińskiej – do Wiejskiej (II etap) oraz Chełmińskiej – od Wiejskiej do Laskowickiej (3. etap). Inwestycja została współfinansowana ze środków Unii Europejskiej.
Etap I zakończono w październiku 2021. Etap II został zakończony w czerwcu 2022, zaś etap III miał trwać do końca maja 2023, jednakże 1 grudnia 2022 ruch komunikacyjny po zmodernizowanym odcinku został wznowiony, tym samym kończąc projekt modernizacji sieci tramwajowej w Grudziądzu.
Modernizacje na lata 2025 -2027
W styczniu 2025 MZK podpisało umowy na realizację przebudowy i modernizację układu torowego na zajezdni tramwajowej przy ulicy Dworcowej oraz na zakup kolejnych nowych tramwajów.

## Pętle tramwajowe

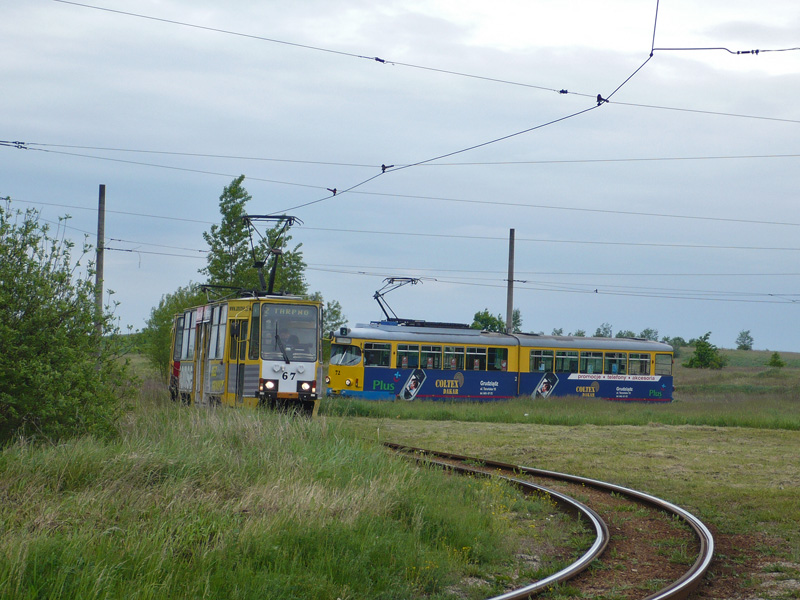
Pętla – Rządz (przed remontem)

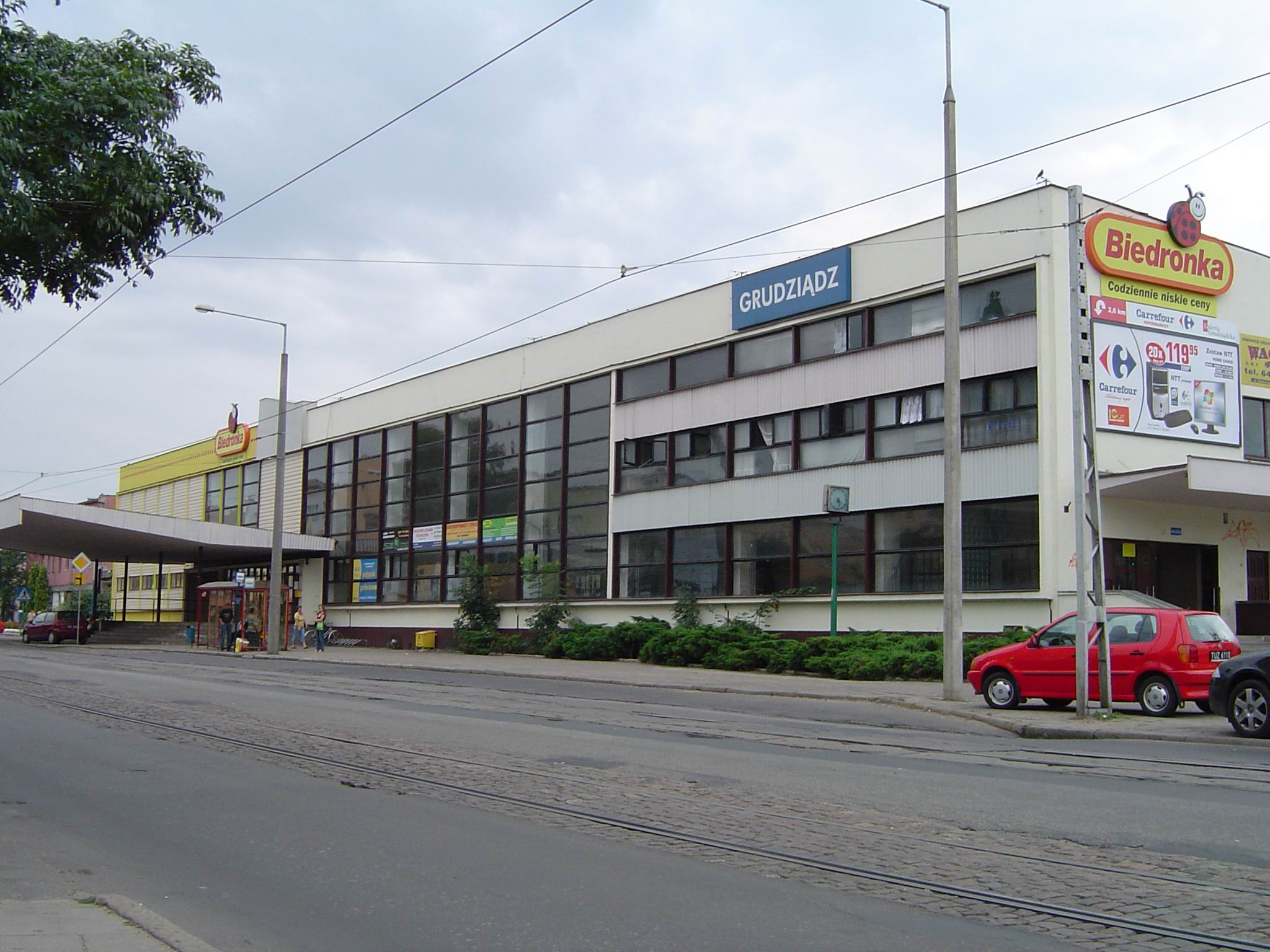
Pętla – Dworzec kolejowy

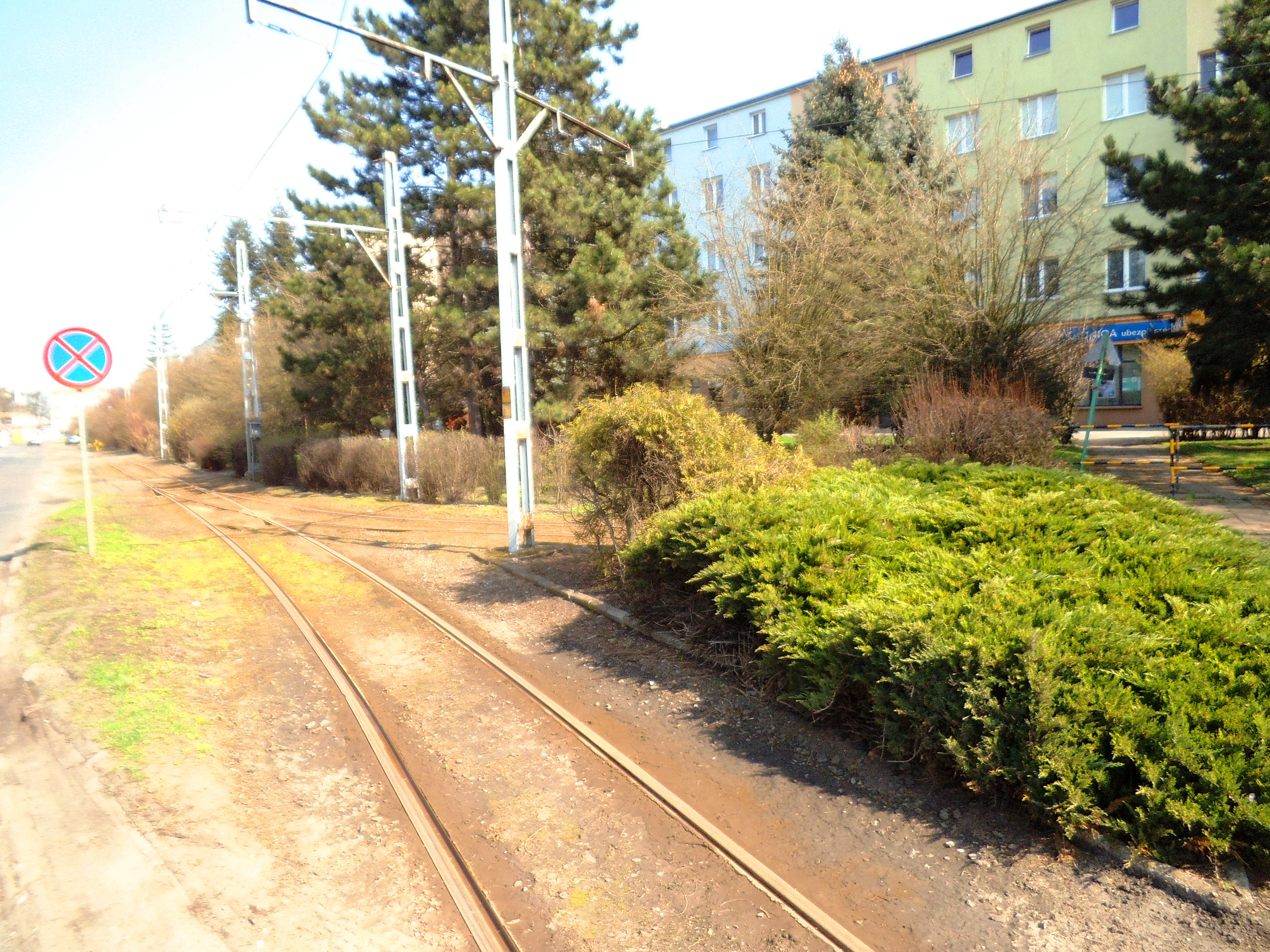
Trójkąt manewrowy

Pętle czynne liniowo
| Pętla  | Rok otwarcia (końcówka) | Pętla tradycyjna | Liczba torów | Historia |
| ------ | ----------------------- | ---------------- | ------------ | --- |
| Tarpno | 1899                    | 1977             | 2            | Pętla w Tarpnie dzięki modernizacji sieci tramwajowej zmieniła się całkowicie w porównaniu do tej używanej od lat 80. Całkowicie zmienił się jej układ, tramwaje poruszają się teraz według wskazówek zegara. Wjazd na pętlę odbywa się już na skrzyżowaniu z ul. Mieszka I, a nie jak kiedyś bliżej ulicy Poniatowskiego. Pętla jako jedyna w mieście posiada dwa tory, który jeden z nich pełni funkcję toru odstawczego. W sercu pętli znajduje się budynek gospodarczy wraz z punktem sprzedaży biletów. Pętla przed modernizacją była przeznaczona tylko dla tramwajów, po modernizacji jest to również pętla autobusowa i dzięki temu główną funkcją pętli jest punkt przesiadkowy dla północnych części gminy Grudziądz i Rogóźno, który umożliwia przesiadkę „drzwi w drzwi” z autobusu do tramwaju i odwrotnie. |
| Rządz  | 1996                    | 1996             | 2            | Jest najmłodszą pętlą tramwajową w Grudziądzu otwartą w 1996 roku. W ramach modernizacji sieci tramwajowej planowano również wyremontować pętle Rządz. Miał zostać dobudowany drugi tor odstawczy z peronem, a sama pętla miała zostać przesunięta kilkadziesiąt metrów w stronę południa. Niestety projekt nie doczekał się realizacji, gdyż nie został ujęty w drugim przetargu na modernizację sieci tramwajowej. W dniach od 8 lutego 2021 r. do 30 listopada 2022 r. Z powodu modernizacji sieci tramwajowej na odcinku Chełmińska / Południowa - Pętla "Rządz" w tym przebudowa pętli autobusowo-tramwajowej. |

Pętla tramwajowa nieużywana liniowo
| Pętla                   | Rok otwarcia | Pętla tradycyjna       | Liczba torów | |
| ----------------------- | ------------ | ---------------------- | ------------ | --- |
| Dworzec Kolejowy        | 1896         | 1980 Trójkąt manewrowy | 1            | Najstarsza pętla tramwajowa na terenie miasta. W 1980 roku została przebudowana na tzw. trójkąt manewrowy, który istnieje do dziś. |
| Chełmińska / Południowa | 1938         | 1974                   | 1            | W 1974 roku „końcówkę” przebudowano na pętlę tradycyjną, a od 1996 roku po przedłużeniu torowiska do pętli Rządz, stała się pętlą przelotową. W latach 1997–2021 nie używano liniowo. Od 8 lutego do 14 marca 2021 r. z powodu modernizacji sieci tramwajowej na odcinku Chełmińska / Południowa - Pętla „Rządz” pętla została ponownie używana liniowo. Od 15 marca 2021 r. ponownie nie jest używana w ruchu regularnym. |

Pętle (końcówki) zlikwidowane
| Pętla (końcówka) | Rok likwidacji | Powód likwidacji                            |
| ---------------- | -------------- | ------------------------------------------- |
| Tivoli           | 1899           | przedłużenie torowiska do Tarpna            |
| Bydgoska         | 1913           | przedłużenie torowiska do Wiejskiej         |
| Chełmińska       | 1929           | przedłużenie torowiska do Strzelnicy        |
| Strzelnica       | 1938           | przedłużenie torowiska do pętli Południowej |
| Mniszek          | 1978           | likwidacja torowiska do Mniszka             |

## Infrastruktura towarzysząca
- Centrala Nadzoru Ruchu[14]

W ramach modernizacji sieci tramwajowej w pierwszej wersji Centrala Nadzoru Ruchu miała zostać wybudowana na placu Stycznia w miejscu dawnego „Jaja”. Druga wersja zakładała dobudowanie Centrali Nadzoru do istniejącego budynku zajezdni tramwajowej przy ulicy Dworcowej 47. Centrala Nadzoru Ruchu zajmuje się praktycznie wszystkim co dotyczy ruchu tramwajowego, czyli zarządzaniem zwrotnicami czy zarządzaniem systemem informacji pasażerskiej. W nowo powstałym budynku mieści się również dyspozytornia MZK oraz punkt sprzedaży biletów prowadzony przez MZK. Dobudowa centrali rozpoczęła się 31 stycznia 2014 i zakończona została w listopadzie.
- System informacji pasażerskiej[16]

Wszystkie tramwaje zostały wyposażone w nadajniki GPS, oraz zainstalowano na przystankach tablice informacyjne, które podają informacje dotyczące przyjazdu danego tramwaju oraz powiadamianie pasażerów ewentualną informacją w przypadku awarii lub zatrzymania na trasie.

## Tabor

### Konstal 2N2
Jedyny przedstawiciel serii N w Grudziądzu jest oznaczony numerem #36. Do miasta przybył tuż po pożarze zajezdni w 1993 roku. 14 października MZK Bydgoszcz bezpłatnie przekazał grudziądzkiemu przewoźnikowi wagon typu 2N2, który został wyprodukowany w roku 1956, a pudło otrzymał z wagonu Konstal 5N1. Pojazd pełni rolę wagonu technicznego, natomiast zimą również odśnieżarki dzięki zamontowanemu pługowi.

### Konstal 805Na / 805Nb / 805Na-MM
Pierwsze wagony wytworzone przez chorzowski Konstal zaczęły przybywać do miasta w 1980 roku. Sukcesywna wymiana wysłużonych „eNek” zakończyła się pod koniec lat ’80, w tym okresie do Grudziądza przybyło 25 nowych wagonów typu 805Na, którym przydzielono numery taborowe z przedziału #37-#62.
W pożarze zajezdni w 1993 roku doszczętnemu spaleniu uległo 10 wozów typu 805Na oraz wagon techniczny 2N2 (#17). Wóz #44 po nadpaleniu udało się odbudować, po czym otrzymał nowy numer taborowy #69. Jeszcze w tym samym roku do miasta zaczęły przyjeżdżać wagony typu 805Nb. Nie były to do końca nowe wagony, początkowo wagony służyły w Warszawie jako 105Nb, lecz w związku z dużą awaryjnością zostały zwrócone do producenta, który je poprawił i przebudował na wersję wąskotorową i sprzedał jako nowe. Łącznie przewoźnik został zasilony sześcioma wagonami typu 805Nb, a wagony otrzymały numery taborowe #63–#68.
Wagon #69 w 2001 roku sprzedano do Łodzi. Wagon o numerze #70 istniał. Kursował kilka dni z wagonem #69. Po czym został dawcą części. W roku 1997 sprzedany do Torunia, obecnie posiada numer #270.
W latach 2010–2011 w ramach pierwszego etapu „Modernizacji sieci tramwajowej w Grudziądzu” zmodernizowano sześć wagonów typu 805Na. Pod koniec 2009 roku ogłoszono przetarg, który wygrało konsorcjum ZNTK Mińsk Mazowiecki oraz Bydgoska Pesa wyceniając modernizację na niecałe 6,4 mln zł. W kwietniu 2010 podpisano umowę z konsorcjum, zaprezentowano projekt zmodyfikowanych wagonów i wysłano pierwsze trzy wagony przeznaczone do modernizacji (#37, #43, #55). 2 miesiące później kolejne dwa wagony opuściły miasto (#58, #41), a ostatni został wysłany w sierpniu (#59, wcześniej jako #49) wraz z przyjazdem pierwszego zmodernizowanego składu.
Pierwsze dwa zmodernizowane wagony wróciły do Grudziądza w sierpniu, a uroczyste oddanie wagonów odbyło się 15 września 2010 roku. Pod koniec roku okazało się, że jeden z wysłanych wagonów nie nadaje się do dalszego użytku (#43), w związku z czym podczas następnego przyjazdu zmodernizowanego wagonu oddelegowano jeszcze jeden wagon (#47). Na początku 2011 roku z dwumiesięcznym opóźnieniem do miasta przyjechały kolejne dwa wagony, których liniowy debiut 11 lutego zakończył się awarią i wstrzymaniem ruchu tramwajowego w mieście. W drugiej połowie marca do miasta wrócił kolejny, piąty wagon, a miesiąc później ostatni.
Wszystkie zmodernizowane wagony otrzymały nowe numery taborowe z zakresu #89–#94, nowe tabliczki znamionowe oraz nowe oznaczenia typu dla wagonów sterujących 805Na-MM, zaś dla dwóch doczep 805-MMD (#90, #92).
W 2014 oraz w 2015 w ramach „Modernizacji sieci tramwajowej w Grudziądzu” we wszystkich wozach (poza zmodernizowanymi 805Na) pojawiły się wyświetlacze kierunkowe oraz głosowe zapowiedzi przystanków.

### Düwag GT6 / GT8
Pod koniec XX w. miasto wzbogaciło się o osiem ponad 30-letnich na tamten czas wagonów z Niemiec Düwag GT6. Pierwsze dwa zakupiono w 1997 roku z Mannheim, pozostałe sześć przybyło do miasta w 1998 i 2000 roku z Würzburga. Ostatnie dwa wagony zakupione w 2000 roku, to dwukierunkowa wersja (Düwag GT6ZR), która została zabudowana i nigdy nie używano drugiego pulpitu do jazdy liniowej. Niemieckie wagony otrzymały numery taborowe #71–#78.
Najkrótszą karierę w liniowej jeździe po grudziądzkich ulicach miał wagon #73, który już w 2002 stał się dawcą części i nigdy nie opuścił terenu zajezdni o własnych siłach.
W 2010 roku wszystkie wagony Düwag GT6 zakończyły karierę w grudziądzkiej komunikacji. Pierwszy z ewidencji został skreślony wagon #73, który w maju po 8 latach stania w krzakach został zezłomowany. Po poważnej kolizji w czerwcu z wagonem #46, karierę zakończył #76, który nie nadawał się do odbudowy. Wagon został sprzedany firmie transportowej «Marvena» z Żar, gdzie został użyty w celach marketingowych. Pozostałe wagony zostały sprzedane do «Tramwajów Podmiejskich» z Łodzi, za łączną cenę 240 tys. zł. Wszystkie wagony opuściły miasto w ciągu ostatnich czterech miesięcy 2010 roku.
Na początku 2010 roku obok prowadzonej „Modernizacji sieci tramwajowej w Grudziądzu” miasto postanowiło zakupić 10 używanych wagonów Düwag GT8 z Krefeld. Początkowo kilka lat wcześniej chciano zakupić 12 wagonów Düwag GT4 z 1959 (po gruntownym remoncie w 1995 roku), lecz pomysł upadł. Wagony GT8, pomimo że były młodsze od swoich krótszych poprzedników, w momencie zakupu przez miasto miały już ponad 40 lat. Każdy wagon musiał zostać przystosowany do polskich przepisów, przez co upłynęło trochę czasu do ich liniowego debiutu, który nadszedł dopiero 6 sierpnia.
Tak samo, jak w przypadku wagonów 805Na/805Nb, w latach 2014 i 2015 w ramach modernizacji wszystkie wagony zostały wyposażone w wyświetlacze kierunkowe oraz głosowe zapowiedzi przystanków.
3 czerwca 2016 roku około godziny piątej tramwaj Düwag GT8 o numerze bocznym 85 chwilę po wyjeździe z zajezdni w celu podjęcia służby uległ uszkodzeniu w wyniku pożaru na ulicy królewskiej. Uszkodzenia okazały się na tyle poważne, że tramwaj został skreślony ze stanu i skasowany na terenie zajezdni.
Ponad pięć lat później skasowano kolejny tramwaj tej serii o numerze bocznym 86 po kolizji z dnia 2 czerwca 2021 roku na skrzyżowaniu alei 23 stycznia z ulicą Focha z samochodem osobowym, który uderzył w przedni człon od prawej strony w okolicy wózka.
W roku 2022 zostały wycofane wozy Düwag GT8 #81 i #83 z powodu zużytych sprzęgów.

### Pesa Swing
Na przełomie lutego i marca 2015 po raz pierwszy w historii grudziądzkiej sieci tramwajowej zaczął liniowo kursować w pełni niskopodłogowy tramwaj. Dzięki uprzejmości bydgoskiej Pesy, na miesięczne testy do Grudziądza sprowadzono testową 5-członową Pesę Swing. Z powodu przedłużającej się modernizacji torowiska, tramwaj miał okazję jeździć tylko po trasie linii nr 3 Dworzec PKP – Rządz. Tramwaj na czas testów otrzymał numer taborowy #1001 pomimo tego, że wizualnie nadal widniała bydgoska numeracja #366. Według władz MZK 5-członowy pojazd Pesy jest zbyt duży jak na grudziądzkie warunki i przy ewentualnym zakupie dużo lepszym wyborem byłby zakup krótszej wersji 3-członowej.

### Moderus Beta
W listopadzie 2019 roku rozpisano pierwszy przetarg na dostarczenie czterech częściowo niskopodłogowych tramwajów i dźwigu. Do postępowania przystąpiła jedna firma - Modertrans - z kwotą 25,3 mln. Kwota zarezerwowana przez miasto wynosiła 22,1 mln zł i w związku z tym przetarg został unieważniony. W lutym 2020 roku ogłoszono drugi przetarg. Ponownie zgłosiło się jedno przedsiębiorstwo - Modertrans - z niższą kwotą, opiewającą na 22,774 mln zł przy budżecie zamawiającego 22,180 mln zł. Jednak oferta była ponownie zbyt wysoka i przetarg unieważniono. W grudniu 2020 roku po raz trzeci rozpisano przetarg na nowe tramwaje. Znowu ofertą zainteresował się Modertrans, tym razem z kwotą 23,30 mln zł.. Przetarg został rozstrzygnięty, na korzyść Modertransu, w dniu 24 lutego 2021, umowę podpisano w dniu 25 marca 2021. Jednym z warunków umowy było dostarczenie pierwszego nowego tramwaju w czasie nie dłuższym niż rok od podpisania umowy, nie został on jednak spełniony a umowę aneksowano. W dniu 9 maja 2022 pierwsza sztuka przyjechała do Łodzi, na okres 2-3 tygodni, w celu uzyskania homologacji. 31 maja 2022 roku trafił do Grudziądza, gdzie będą trwały odbiory nowych pojazdów. Aneksowana umowa obejmuje dostawę pozostałych tramwajów do 30 września 2022.
25 czerwca 2024 roku otwarto przetarg na 3 nowe wozy. Jedyną ofertę złożyła firma Modertrans.
W styczniu 2025 miasto podpisało umowę na dostawę 3 wozów. Tramwaje dostarczy ponownie firma Modertrans

### Tabor liniowy[39]
| Zdjęcie                                                      | Model                                                        | Rok wprowadzenia                                             | przewóz osób na wózkach                                      | Liczba wagonów | Liczba składów |
| ------------------------------------------------------------ | ------------------------------------------------------------ | ------------------------------------------------------------ | ------------------------------------------------------------ | -------------- | -------------- |
|                                                              | Modertrans Moderus Beta MF 28 AC                             | 2022                                                         | przewóz osób na wózkach                                      | 4              | 4              |
|                                                              | Konstal 805Na-MM                                             | 2010                                                         | N                                                            | 6              | 3              |
|                                                              | Düwag GT8                                                    | 2010                                                         | N                                                            | 6              | 6              |
|                                                              | Konstal 805Nb                                                | 1993                                                         | N                                                            | 2              | 1              |
|                                                              | Konstal 805Na                                                | 1980                                                         | N                                                            | 2              | 1              |
| Liczba wagonów / składów                                     | Liczba wagonów / składów                                     | Liczba wagonów / składów                                     | Liczba wagonów / składów                                     | 20             | 15             |
| Udział wagonów / składów niskowejściowych i niskopodłogowych | Udział wagonów / składów niskowejściowych i niskopodłogowych | Udział wagonów / składów niskowejściowych i niskopodłogowych | Udział wagonów / składów niskowejściowych i niskopodłogowych | 20%            | 27%            |

### Tabor techniczny[39]
| Zdjęcie        | Model          | Rok wprowadzenia | Liczba sztuk |
| -------------- | -------------- | ---------------- | ------------ |
| brak zdjęcia   | Konstal 2N2    | 1994             | 1            |
| Liczba wagonów | Liczba wagonów | Liczba wagonów   | 1            |

## Układ linii tramwajowych
Miejski Zakład Komunikacji w Grudziądzu sp. z o.o. zarządza aktualnie jedną linią tramwajową.
W związku z modernizacją sieci tramwajowej w Grudziądzu od 11 marca 2013 do 31 lipca 2015 oraz od 1 marca 2021 do 30 listopada 2022 kursowanie linii nr 2 było zawieszone. Początkowo do września uruchomiona była zastępczo linia nr 1, zaś od października 2013 uruchomiona była linia nr 3.
Od 1988 roku w nocy tramwaje w Grudziądzu nie kursują.

### Linie tramwajowe od 1 grudnia 2022 r.[41]
| Linia | Trasa | Długość | Czas przejazdu | Liczba przystanków | Częstotliwość kursowania w dzień powszedni | Uwagi |
| ----- | --- | ------- | -------------- | ------------------ | ------------------------------------------ | --- |
|       | Dworzec Kolejowy ↔ Tarpno Dworcowa – marsz. Focha – Al. 23 Stycznia – Klasztorna – Szewska – Rynek – Długa – Miłośników Astronomii – Stara – Wybickiego – Legionów | ~4 km   | 13 min         | 9                  | -                                          | Linia zastępcza (dla linii nr 2 Linia zjazdowa) obecnie kursuje tylko w czasie robót drogowych na odcinku Al. 23 stycznia - Rządz                                               |
|       | Tarpno ↔ Rządz (oraz wybrane kursy Dworzec Kolejowy ↔ Tarpno lub Rządz) Legionów – Wybickiego – Stara – Miłośników Astronomii – Długa – Rynek – Szewska – Klasztorna – Al. 23 Stycznia – Toruńska – Chełmińska –Południowa – Konstytucji 3 maja (w godzinach 4:30-5:20, 18:20-19:30 oraz 22:00-23:00) Konstytucji 3 maja – Południowa – Chełminska – Toruńska – Al. 23 Stycznia – marsz. Focha – Dworcowa (w godzinach 4:30-5:20 oraz 22:00-23:00) Dworcowa – marsz. Focha – Al. 23 Stycznia – Klasztorna – Szewska – Rynek – Długa – Miłośników Astronomii – Stara – Wybickiego – Legionów | ~9 km   | 20 min         | 19                 | 10 min                                     | Linia zwykła nie kursuje w czasie robót drogowych, wtedy zastępowana jest odpowiednio przez linie 1 lub 3                                                                       |
|       | Dworzec kolejowy ↔ Rządz Dworcowa – marsz. Focha – Al. 23 Stycznia – Toruńska – Chełmińska – Południowa – Konstytucji 3 maja | ~7 km   | 17 min         | 14                 | -                                          | Linia zastępcza (dla linii nr 2 Linia zjazdowa) obecnie kursuje tylko w trakcie uroczystości na Rynku Głównym oraz w czasie robót drogowych na odcinku Al. 23 stycznia - Tarpno |